# 達霍克
達霍克 (阿拉米語:ܢܘܗܕܪܐ  （Nuhadra）； 庫德語: دهۆك（Dohuk）；阿拉伯語: دهوك) 是伊拉克達霍克省的首府。據說，達霍克這個名字來自庫德語，意思為「小村」。有25万人口，主要居民为庫德人和亞述人。其中亚述人信仰东方礼的基督教，讲新亚述语（现代阿拉米语的方言）。1990年代以来，由于人口迁入，该市的人口增长迅速。建于1992年的杜胡克大学是知名的教育和研究中心。

## 历史
纵观历史，杜胡克无论在历史上还是在地理上都具有显著的地位。公元前25至22世纪间，该地在古蒂人、阿卡德人、亚述人、胡里特人和哈梯人之间几经易手，到公元前21世纪中叶成为亚述的一部分，直到公元7世纪亚述解体。在亚述时期，该镇被称为“Nohadra”或“Bit Nuhadra”、“Naarda”，在安息-萨珊王朝统治亚述时期，它成了的东方亚述教会Ḥadyab大主教区（埃尔比勒）一个主教管区。
1236年，当Hasan Beg Saifadin加入库尔德巴迪男侯国之时，该市又变得知名了。1842年，该侯国被奥斯曼消灭，使其与摩苏尔市相连接。

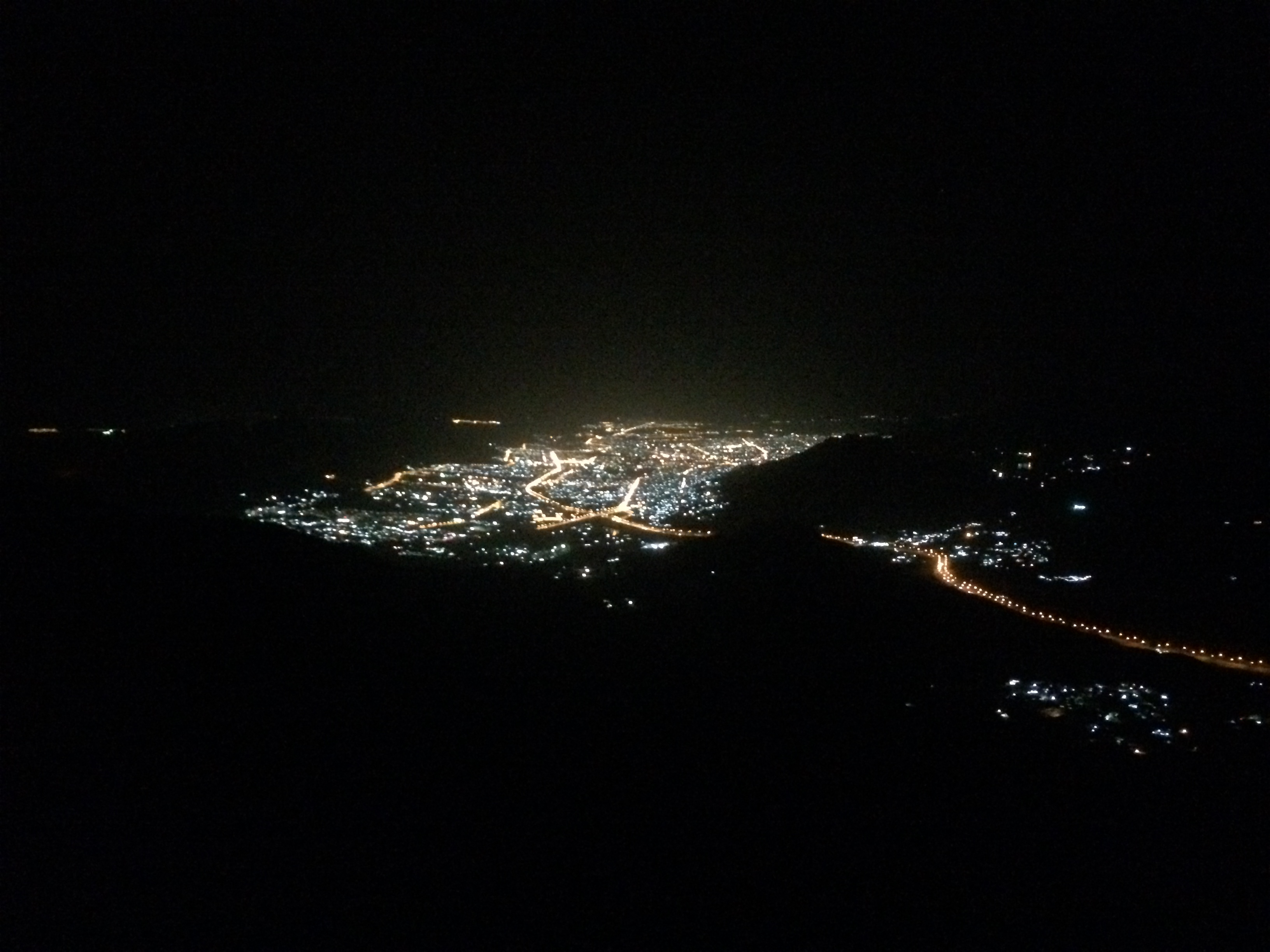
杜胡克夜景

根据一份报告，1898年，该市拥有11所不大的私人学校，两座亚述教堂和两座犹太学校。1920年，在整个伊拉克仅有5所学校招收女生，其中一所就在杜胡克。

## 人口
该市拥有超一百万的居民，多数是库尔德人，少数族裔主要是阿拉伯人和亚述人。2014年，很多雅兹迪和亚述难民因为伊斯兰国逃到了该市。

## 教育机构
以下罗列杜胡克当前的高等教育机构：
- 杜胡克库尔德斯坦美国大学
- 杜胡克大学
- 那吾洛孜大学（页面存档备份，存于）
- 杜胡克国际学校